# كاترين بوتير
كاترين بوتير هي ملحنة كندية، ولدت في 25 ديسمبر 1957 في جيلف في كندا، وتوفيت في 3 ديسمبر 2010.